# Eucalyptus woodwardii
Eucalyptus woodwardii är en myrtenväxtart som beskrevs av Joseph Henry Maiden. Eucalyptus woodwardii ingår i släktet Eucalyptus och familjen myrtenväxter. Inga underarter finns listade i Catalogue of Life.

## Bildgalleri

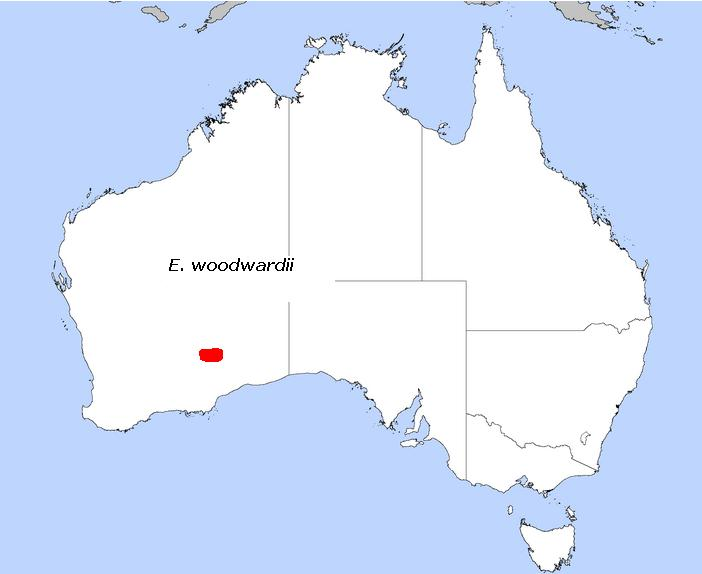
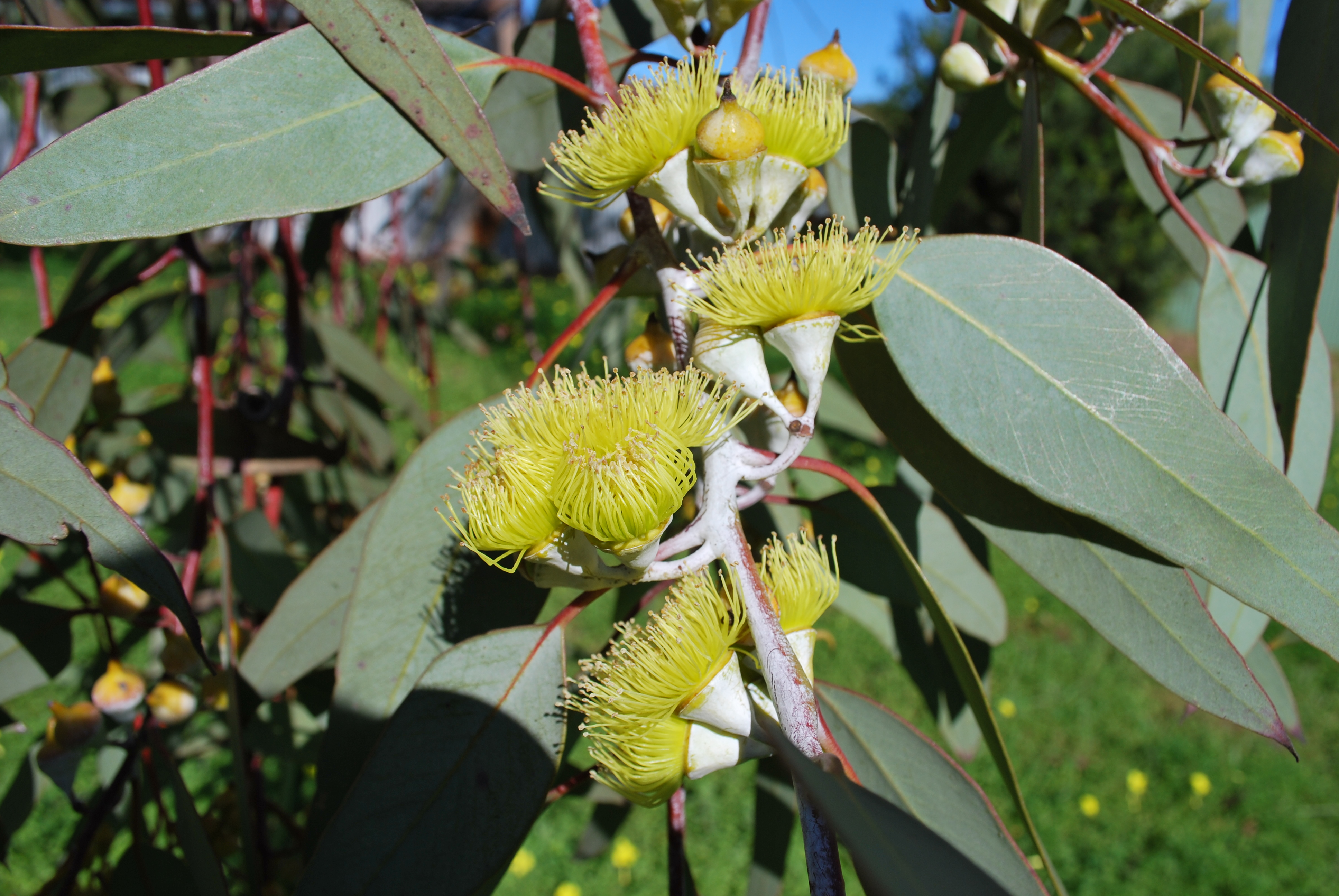
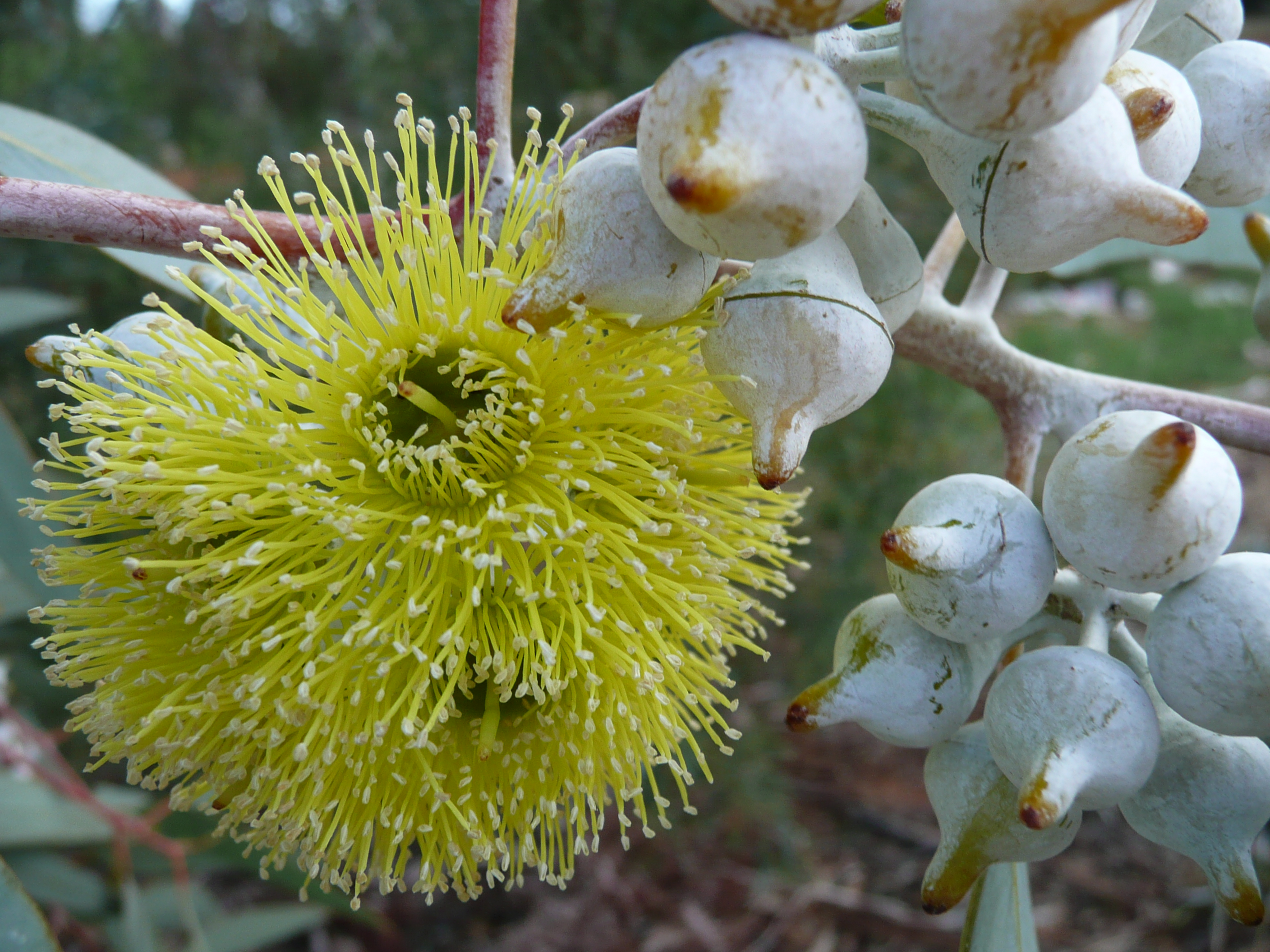